# Les Magny
Les Magny är en kommun i departementet Haute-Saône i regionen Bourgogne-Franche-Comté i östra Frankrike. Kommunen ligger i kantonen Villersexel som tillhör arrondissementet Lure. År 2022 hade Les Magny 146 invånare.

## Befolkningsutveckling
Antalet invånare i kommunen Les Magny
| Referens: INSEE |